# 謝韋里尼夫卡 (馬涅維奇區)
51°15′8″N 25°37′23″E / 51.25222°N 25.62306°E
謝韋里尼夫卡（烏克蘭語：Северинівка）是烏克蘭西部的村莊，隸屬沃倫州的卡明-卡希爾斯基區。該村面積0.94平方公里，海拔高度181米，2001年人口252，人口密度每平方公里269.23人。